# Woodsia nonsuchae
Woodsia nonsuchae is een straalvinnige vissensoort uit de familie van lichtvissen (Phosichthyidae). De wetenschappelijke naam van de soort is voor het eerst geldig gepubliceerd in 1932 door Beebe.